# MacOS 몬터레이
macOS 몬터레이(macOS Monterey)는 애플의 18번째 macOS 시리즈로, 2021년 6월 7일 WWDC 2021에서 공개되었다. 퍼블릭 베타 버전은 2021년 7월에 출시되고, 정식 버전은 2021년 10월 25일에 출시되었다. 이 macOS의 이름은 몬터레이만의 이름을 따서 지어졌는데, 이것은 OS X 매버릭스부터 애플이 캘리포니아 지역의 이름을 따서 기기의 이름을 지은 것으로부터 시작되었다.

## 변화
macOS 몬터레이에서는 다음과 같은 여러 새로운 변화들이 등장했다.
- Mac용 바로가기 키
- Mac용 테스트 플라이트
- 하나의 마우스와 키보드가 여러 Mac과 iPad를 제어할 수 있는 유니버설 컨트롤[7][8]
- 사진, 스크린샷, 사파리 등에서 보이는 이미지에 있는 글자를 복사, 붙여넣기, 번역을 할 수 있는 라이브 텍스트
- 맥북용 저전력 모드[9]
- 제설계된 사파리 브라우저
- 동일한 네트워크에 있는 사람에게 낮은 해상도로 컨텐츠를 공유하는 기능
- 화면 미러링, 소리 미러링 등의 기술과 페이스타임 기술 향상
- 설정 앱에서 기기를 공장 초기화[10]
- iPhone, iPad에서의 알림이 Mac에서도 울리는 기술 향상
- 타임 머신 앱의 백업 기능 향상[11]
- 사용자의 아이클라우드에서 사진과 메시지를 스캔하여 아동 포르노를 찾아 온라인 확산을 제한 및 암호화를 적용[12]
- 마우스 포인터의 색상을 변경하는 기능
- 팁 앱 알림
- 이전에 제공되었던 PHP 제거[13]

### 메모
메모 앱에서 사용자는 노트에 임의 태그를 적용할 수 있게 되었는데, 지정된 태그가 있는 그룹은 스마트 폴더와 사이드바의 태그 브라우저에서 확인할 수 있다. 또한 새로 적용된 Quick Notes을 통해 사용자는 단축기와 핫코너를 통해 앱 내에서 노트를 만들 수 있다.

### 지도
macOS 몬터레이의 지도 앱에서 애플은 산과 사막, 숲 등의 디테일이 늘어난 3D 지구본을 추가했다.

## 시스템 요구 사항
macOS 몬터레이는 엔비디아 GPU가 설치된 mac과 2013년부터 2015년까지의 출시된 mac에서 실행되지 않으며, 애플 실리콘 단일 칩 체제가 장착되어 있는 모든 mac과 인텔 CPU에서 실행되는데, 실행되는 기기는 다음과 같다.
- 맥북: 2016년 초 및 이후
- 맥북 에어: 2015년 초 및 이후
- 맥북 프로: 2015년 초 및 이후
- 맥 미니: 2014년 말 및 이후
- 아이맥: 2015년 말 및 이후
- 아이맥 프로: 2017년 말
- 맥 프로: 2013년 말 및 이후

## 출시 역사
|  | 이전 릴리스 |  | 현재 릴리스 |  | 개발 중 릴리스 |

| 버전   | 빌드   | 날짜             | 다윈 버전 | 릴리스 노트 | 비고                            |
| ------ | ------ | ---------------- | --------- | ----------- | ------------------------------- |
| 12.0   | 21A344 | 2021년 10월 25일 | 21.0.0    | 해당 없음   | 2021년 MacBook Pros에 사전 설치 |
| 12.0.1 | 21A559 | 2021년 10월 25일 | 21.1.0    | 릴리스 노트 | 최초 정식 공개                  |
| 12.1   | 21C52  | 2021년 12월 13일 | 21.2.0    | 릴리스 노트 |                                 |

애플의 2021년 맥북 프로에 몬터레이 12.0.1을 탑재했고, 애플은 macOS 빅서를 구동하는 맥은 모두 몬터레이로 업데이트하기를 권고했다.